# Nestala autostoperica
Nestala autostoperica ili fantomski autostoper, urbana legenda o vozaču koji se usred noći vozi automobilom na cesti i nailazi na lijepu i mladu autostopericu koju primi u svoj auto, a ona poslije iznenada nestane iz auta tijekom vožnje. Postoji više verzija tog urbanog mita, a priča je postala popularna 1981. godine nakon objave knjige Nestali autostoper (eng. The Vanishing Hitchhiker autora Jana Harolda Brunvanda koji je u knjizi istraživao priče o autostoperima koji nestaju bez traga, a pojavljivale su se još od 19. stoljeća u raznim dijelovima svijeta.
U najčešćoj verziji priče, djevojka ili izađe iz auta na nekom dogovorenom mjestu za koje se ispostavi da je mjesto na kojem je stradala ili gdje je pokopana ili jednostavno nestane. Uz to, u priči se pojavljuje ostavljeni predmet, poput džempera, kojeg vozač odluči vratiti djevojci pa je traži na području gdje ju je pustio iz auta, samo da bi doznao od njenih roditelja da je ona poginula ranije i da on nije jedini koji došao na njihova vrata vratiti njen džemper.

## Crnokosa djevojka iz Učke
Jedna od najpoznatijih hrvatskih urbanih legendi je ona o crnokosoj ljepotici kraj tunela Učke koja noću zaustavlja vozače i traži prijevoz, a zauzvrat im nudi čitanje iz dlana. Čim bi auto napustio tunel i došao u Istru, vozač bi primjetio da je autostoperica nestala iz automobila u vožnji.
Priča se pojavila 1988. godine i izazvala je zanimanje javnosti, ali i policijskih službenika koji su se javljali na pozive uznemirenih građana koji su im govorili o neobičnoj djevojci koja kod Učke nestaje iz automobila. Jedno od objašnjenja bilo je da se radi o djevojci koja je pobjegla iz psihijatrijske bolnice.